# Anthicidae
Famille
Les Anthicidae sont une vaste famille d'insectes coléoptères qui ressemblent superficiellement à des fourmis. C'est surtout le prothorax arrondi, (mimant la forme du thorax entier d'une fourmi) ainsi que la forme de la tête qui font penser à des fourmis. L'apparence des antennes et la légère pilosité du corps y contribuent également.

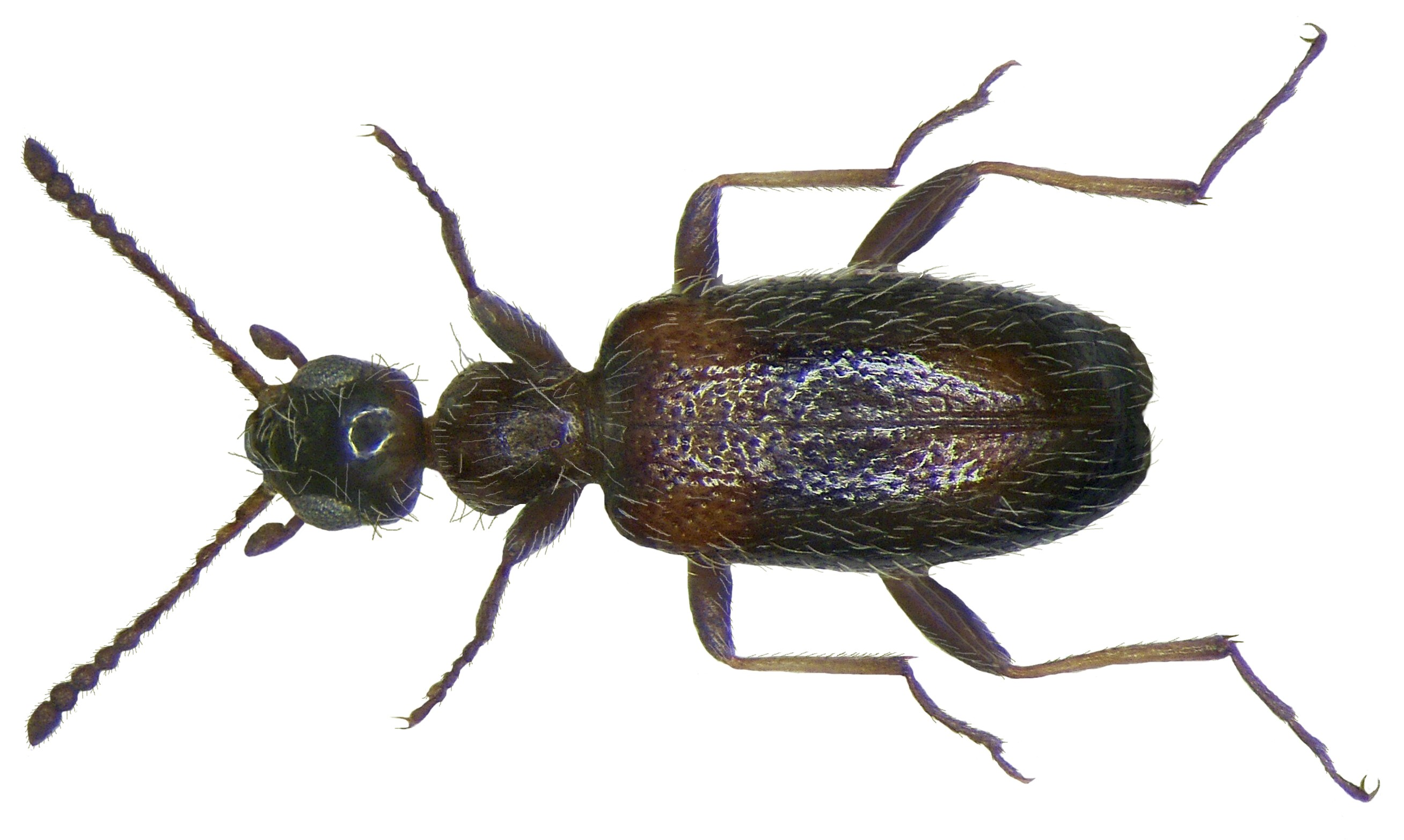
Anthicus crinitus

## Distribution
Ubiquiste : les nombreuses espèces d'Anthicidae peuvent occuper toutes les zones compatibles avec la vie des insectes.

## Nutrition
Les adultes sont omnivores, se nourrissant de petits invertébrés, de leurs larves ou de leurs œufs, aussi de pollen, de champignons...
Les larves des Anthicidae peuvent être omnivores, prédatrices ou consommatrices de champignons.

## Synonymie
- Ischaliidae

## Liste des sous-familles
En Europe, selon Fauna Europaea (17 janv. 2015) :
- Anthicinae
- Macratriinae
- Steropinae
- Tomoderinae

Selon BioLib (17 janv. 2015) :
- Anthicinae Latreille, 1819
- Copobaeninae Abdullah, 1969
- Eurygeniinae LeConte, 1862
- Lemodinae Lawrence & Britton, 1991
- Macratriinae LeConte, 1862
- Notoxinae Stephens, 1829
- Steropinae Jacquelin du Val, 1863
- Tomoderinae Bonadona, 1961

et deux genres non-classés :
- genre Andrahomanus Pic, 1903
- genre Protoanthicus Moore & Vidal, 2005